# Finale della Coppa delle Fiere 1965-1966
La finale dell'8ª edizione della Coppa delle Fiere fu disputata in gara d'andata e ritorno tra Barcellona e Real Saragozza.
Il 14 settembre 1966 al Camp Nou di Barcellona la partita, arbitrata dall'ungherese István Zsolt, finì 0-1. La gara di ritorno si disputò dopo una settimana allo stadio La Romareda di Saragozza e fu arbitrata dall'italiano Concetto Lo Bello. Il match terminò 2-4 e ad aggiudicarsi il trofeo fu la squadra catalana.

## Il cammino verso la finale
Il Barcellona iniziò il cammino europeo contro gli olandesi dell'Utrecht, vincendo 7-1 in casa dopo che l'andata si concluse a reti inviolate. Al secondo turno i belgi dell'Anversa vinsero 2-1 l'andata in Belgio ma caddero 2-0 nel ritorno a Barcellona. Agli ottavi gli spagnoli affrontarono i tedeschi occidentali dell'Hannover 96, battendoli 1-0 in patria ma perdendo 2-1 in Germania Ovest: dati i regolamenti dell'epoca (che ancora non prevedevano la regola dei gol fuori casa) si andò quindi a una ripetizione che terminò 1-1 e i catalani passarono il turno per sorteggio. Ai quarti di finale i Blaugrana si scontrarono con i concittadini dell'Espanyol, vincendo 1-0 sia all'andata che il ritorno il derby. In semifinale il Barça affrontò gli inglesi del Chelsea, i quali persero 2-0 l'andata al Camp Nou ma vinsero col medesimo punteggio il ritorno al Stamford Bridge: anche stavolta fu necessaria una ripetizione che vide vincitori gli spagnoli per 5-0.
Il Real Saragozza esordì direttamente al secondo turno contro gli irlandesi dello Shamrock Rovers, battuti 3-2 tra andata e ritorno. Agli ottavi gli spagnoli affrontarono gli scozzesi dell'Hearts, pareggiando il doppio confronto con un risultato aggregato di 5-5 (3-3 in Scozia e 2-2 in Spagna): al replay gli aragonesi vinsero 1-0. Ai quarti di finale i Blanquillos affrontarono un'altra squadra scozzese, il Dunfermline, che eliminarono con un risultato aggregato di 4-3, maturato dopo i tempi supplementari. In semifinale fu la volta degli inglesi del Leeds Utd: dopo il successo spagnolo 1-0 alla Romareda, cui replicarono i britannici col 2-1 dell'Elland Road, si andò alla ripetizione giocata sempre a Leeds, che terminò 3-1 per gli ospiti di Ferdinand Daučík.

## Le partite
A Barcellona va in scena la finale d'andata tra i padroni di casa, vincitori delle prime due edizioni, e il Real Saragozza, trionfante nel 1964 proprio al Camp Nou. La partita è subito accesa, con occasioni da una parte e dall'altra ma con gli aragonesi più in palla e che a cinque minuti dal termine della prima frazione trovano il vantaggio con Canário, abile a sfruttare un cross dalla sinistra di Juan Manuel Villa. Nel secondo tempo gli Azulgrana non hanno la reazione che si attende ed è ancora il Saragozza a tenere il pallino del gioco in mano, sebbene peccando di troppa imprecisione non riesce a chiudere i conti e la partita termina sullo 0-1.
A Saragozza, dopo una settimana, si incontrano nuovamente le due compagini spagnole. Stavolta il Barcellona è più grintoso e al terzo minuto di gioco è già in vantaggio, grazie alla rete di Pujol che supera Enrique Yarza in uscita con un bel tiro di destro. Al 24' un errore difensivo degli ospiti permette a Villa di recuperare palla e servire Marcelino Martínez, che smarcato, lascia partire un tiro debole ma preciso che si insacca alle spalle di Salvador Sadurní. Sempre al 24', ma del secondo tempo, si riaprono le marcature grazie a Zaballa che sfrutta un cross di Pujol e porta i suoi sul 2-1. A cinque dal triplice fischio giunge il gol di Pujol che sembra chiudere definitivamente i giochi in favore dei catalani, ma tre minuti più tardi ancora Marcelino realizza il 2-3 da calcio d'angolo. Ai supplementari succede poco e niente almeno fino al 120' quando ancora Pujol, servito da Foncho, dribbla due difensori e realizza il gol che consegna la coppa ai suoi.

## Tabellini

### Andata
| Arbitro: | István Zsolt |

|  |           |             |
|  | Marcatori | 40’ Canário |

| Barcellona: |   |                     |
|             |   |                     |
| GK          | 1 | Salvador Sadurní    |
|             |   | Julio César Benítez |
|             |   | Eladio Silvestre    |
|             |   | Ramón Montesinos    |
|             |   | Gallego             |
|             |   | Antoni Torres       |
|             |   | Pedro Zaballa       |
|             |   | Lucien Muller       |
|             |   | José Antonio Zaldúa |
|             |   | Josep Maria Fusté   |
|             |   | Luis Vidal          |
| Allenatore: |   |                     |
| Roque Olsen |   |                     |

| Real Saragozza:  |   |                       |
|                  |   |                       |
| GK               | 1 | Enrique Yarza         |
|                  |   | José Ramon Irusquieta |
|                  |   | Severino Reija        |
|                  |   | Antonio Pais          |
|                  |   | Francisco Santamaría  |
|                  |   | José Luis Violeta     |
|                  |   | Canário               |
|                  |   | Eleuterio Santos      |
|                  |   | Marcelino Martínez    |
|                  |   | Juan Manuel Villa     |
|                  |   | Carlos Lapetra        |
| Allenatore:      |   |                       |
| Ferdinand Daučík |   |                       |

### Ritorno
| Arbitro: | Concetto Lo Bello |

|                    |           |                                 |
| Marcelino 24’, 87’ | Marcatori | 3’, 85’, 120’ Pujol 70’ Zaballa |

| Real Saragozza:  |   |                       |     |
|                  |   |                       |     |
| GK               | 1 | Enrique Yarza         |     |
|                  |   | José Ramon Irusquieta |     |
|                  |   | Severino Reija        |     |
|                  |   | Antonio Pais          |     |
|                  |   | Francisco Santamaría  |     |
|                  |   | José Luis Violeta     |     |
|                  |   | Canário               | 88’ |
|                  |   | Eleuterio Santos      |     |
|                  |   | Marcelino Martínez    |     |
|                  |   | Juan Manuel Villa     |     |
|                  |   | Carlos Lapetra        |     |
| Allenatore:      |   |                       |     |
| Ferdinand Daučík |   |                       |     |

| Barcellona: |   |                     |     |
|             |   |                     |     |
| GK          | 1 | Salvador Sadurní    |     |
|             |   | Foncho              |     |
|             |   | Eladio Silvestre    |     |
|             |   | Ramón Montesinos    |     |
|             |   | Gallego             |     |
|             |   | Antoni Torres       | 88’ |
|             |   | Pedro Zaballa       |     |
|             |   | Pedro Mas           |     |
|             |   | José Antonio Zaldúa |     |
|             |   | Josep Maria Fusté   |     |
|             |   | Lluís Pujol         |     |
| Allenatore: |   |                     |     |
| Roque Olsen |   |                     |     |